# Edelzwicker
L’edelzwicker, ou alsace edelzwicker, est un vin blanc français produit dans le vignoble d'Alsace à partir d'un assemblage de cépages. Il s'agit d'une dénomination au sein de l'appellation alsace.
Parmi les vins d'Alsace, c'est un des rares vins blancs alsaciens d'assemblage (avec le gentil), souvent peu aromatique à côté des « cépages nobles » vendus en mono-cépage que sont le riesling, le pinot gris, le muscat, et le gewurztraminer. Généralement produit avec des rendements élevés, il donne des vins qualifiés le plus souvent de légers et de désaltérants voire de vins de cuisine.

## Histoire
L'appellation d'origine « vins d'Alsace » est créée par l'ordonnance du 2 novembre 1945, puis devient appellation d'origine contrôlée par le décret du 3 octobre 1962, avant que ne soient définies des dénominations de cépages en 1971 ainsi que le cahier des charges de la production et de la commercialisation (décrets du 2 janvier 1970 et du 30 juin 1971) achevé par l'obligation de la mise en bouteille (loi du 5 juillet 1972) dans des flûtes (décret du 30 juin 1971).
Selon cette législation, la mention du nom du cépage sur l'étiquette reste facultative : pendant longtemps les bouteilles sans mention particulière sur l'étiquette étaient le plus souvent des assemblages, d'autant que jusqu'au milieu du XXe siècle une partie importante du vignoble était complantée. Le cahier des charges de la dénomination est celui de l'appellation alsace, dernièrement modifié en mai 2025.

### Étymologie
La dénomination Edelzwicker est un terme alsacien signifiant « assemblage noble » (Edel, « noble » et Zwicker, « assemblage »).

## Situation géographique

### Géologie et orographie
La presque totalité des vins composant l'edelzwicker sont produits sur la plaine d'Alsace mais quelques rares parcelles se trouvent sur les coteaux des collines sous-vosgiennes. La plaine d'Alsace occupe la partie sud du fossé rhénan, né d'un effondrement durant l'Oligocène et le Miocène (-33 à -5 millions d'années). Elle est composée d'une épaisse couche d'alluvions déposés par le Rhin (limons et graviers), c'est une zone beaucoup plus fertile que les coteaux, avec une importante nappe phréatique à moins de cinq mètres de profondeur.
Généralement, le haut des pentes des collines sous-vosgiennes est constitué des roches anciennes, plutoniques et métamorphiques tels que du granite, du gneiss ou de l'ardoise. Les parcelles de vignes y sont très pentues.
Le bas des coteaux est formé des couches de calcaires ou de marne recouvertes par du lœss, où le relief est moins accentué.

### Climatologie
À l'ouest, les Vosges protègent du vent et de la pluie la région de production des vins d'Alsace. Les vents d'ouest dominants perdent leur humidité sur le versant occidental des Vosges et parviennent sous forme de foehn, secs et chauds, dans la plaine d'Alsace. La quantité moyenne de précipitations est la plus faible de tous les vignobles français.
De ce fait, le climat est bien plus sec (Colmar est la station la plus sèche de France) et un peu plus chaud (avec une température annuelle moyenne plus haute de 1,5 °C) que ce qui serait attendu à cette latitude. Le climat est continental et sec avec des printemps chauds, des étés secs et ensoleillés, de longs automnes et des hivers froids.
La station météo de Strasbourg (150 mètres d'altitude) se trouve à l'extrémité nord de l'aire d'appellation, mais au bord du Rhin. Ses valeurs climatiques de 1961 à 1990 sont :
| Mois                              | jan. | fév. | mars | avril | mai  | juin | jui. | août | sep. | oct. | nov. | déc. | année |
| --------------------------------- | ---- | ---- | ---- | ----- | ---- | ---- | ---- | ---- | ---- | ---- | ---- | ---- | ----- |
| Température minimale moyenne (°C) | −1,7 | −0,9 | 1,6  | 4,6   | 8,6  | 11,7 | 13,4 | 13,1 | 10,3 | 6,5  | 2,1  | −0,7 | 5,7   |
| Température moyenne (°C)          | 0,9  | 2,5  | 6    | 9,6   | 13,8 | 17   | 19,1 | 18,6 | 15,5 | 10,6 | 5,2  | 1,9  | 10,1  |
| Température maximale moyenne (°C) | 3,5  | 5,8  | 10,4 | 14,6  | 19   | 22,2 | 24,7 | 24,2 | 20,8 | 14,7 | 8,2  | 4,5  | 14,4  |
| Ensoleillement (h)                | 42   | 78   | 122  | 161   | 197  | 212  | 240  | 215  | 168  | 101  | 58   | 43   | 1 637 |
| Précipitations (mm)               | 33,1 | 34,3 | 36,6 | 48    | 74,5 | 74,6 | 56,8 | 67,8 | 55,5 | 43   | 46,6 | 39,9 | 610,5 |

La station météo de Colmar (209 mètres d'altitude) se trouve au milieu de l'aire d'appellation, mais en plaine. Ses valeurs climatiques de 1961 à 1990 sont :
| Mois                              | jan. | fév. | mars | avril | mai  | juin | jui. | août | sep. | oct. | nov. | déc. | année |
| --------------------------------- | ---- | ---- | ---- | ----- | ---- | ---- | ---- | ---- | ---- | ---- | ---- | ---- | ----- |
| Température minimale moyenne (°C) | −2,1 | −1,1 | 1,4  | 4,5   | 8,3  | 11,5 | 13,3 | 12,9 | 10,2 | 6,3  | 1,8  | −1   | 5,5   |
| Température moyenne (°C)          | 0,9  | 2,6  | 6,1  | 9,7   | 13,8 | 17,1 | 19,3 | 18,8 | 15,8 | 10,9 | 5,3  | 1,9  | 10,2  |
| Température maximale moyenne (°C) | 3,8  | 6,3  | 10,8 | 15    | 19,3 | 22,7 | 25,3 | 24,7 | 21,5 | 15,5 | 8,7  | 4,8  | 14,9  |
| Ensoleillement (h)                | 53   | 83   | 128  | 165   | 200  | 223  | 246  | 222  | 176  | 117  | 68   | 52   | 1 724 |
| Précipitations (mm)               | 35,5 | 32,2 | 37,7 | 46,7  | 67   | 67,2 | 59,3 | 63,3 | 46,7 | 37,9 | 47,7 | 40,2 | 581,4 |

La station météo de l'aéroport Bâle-Mulhouse (267 mètres d'altitude) se trouve à l'extrémité sud de l'aire d'appellation, encore une fois en plaine. Ses valeurs climatiques de 1961 à 1990 sont :
| Mois                              | jan. | fév. | mars | avril | mai  | juin | jui. | août | sep. | oct. | nov. | déc. | année |
| --------------------------------- | ---- | ---- | ---- | ----- | ---- | ---- | ---- | ---- | ---- | ---- | ---- | ---- | ----- |
| Température minimale moyenne (°C) | −2,2 | −1,1 | 1,4  | 4,3   | 8,3  | 11,5 | 13,5 | 13,2 | 10,6 | 6,7  | 1,9  | −1,1 | 5,6   |
| Température moyenne (°C)          | 0,8  | 2,5  | 5,9  | 9,4   | 13,5 | 16,9 | 19,2 | 18,7 | 15,7 | 11,1 | 5,3  | 1,8  | 10,1  |
| Température maximale moyenne (°C) | 3,8  | 6,2  | 10,3 | 14,4  | 18,8 | 22,2 | 24,8 | 24,1 | 20,9 | 15,4 | 8,8  | 4,8  | 14,6  |
| Ensoleillement (h)                | 65   | 86   | 124  | 164   | 197  | 218  | 250  | 222  | 175  | 126  | 80   | 61   | 1 768 |
| Précipitations (mm)               | 53,9 | 50,5 | 49,5 | 58,5  | 76,3 | 73,6 | 62,9 | 79,9 | 54,7 | 49,2 | 58,1 | 54,5 | 721,7 |

## Vignoble

### Présentation

Carte de l'aire d'appellation et localisation des grands crus.

La dénomination alsace-edelzwicker peut être produite sur l'ensemble des communes du vignoble d'Alsace faisant partie de l'aire de production de l'appellation alsace, soit sur 120 communes.

### Encépagement
L'assemblage des cépages se fait le plus souvent à partir de surplus mais aussi de retours, de fins de cuves ou d'invendus dans les caves alsaciennes ; la qualité de ce vin peut être très variable en fonction des apports dont il est constitué.
Les vins composant l'edelzwicker peuvent être faits avec n'importe lequel des cépages du vignoble d'Alsace, comme les cépages d'entrée de gamme (c'est le cas le plus souvent) que sont le sylvaner B, le pinot blanc B et le chasselas B, ou avec les « cépages nobles » que sont les muscats (muscat blanc à petits grains B, muscat rose à petits grains Rs et muscat ottonel B), le pinot gris G, le gewurztraminer Rs et le riesling B.

### Rendements
En 2009, les rendements autorisés étaient de 80 hectolitres par hectare, sans plafond limite de classement.

## Vins
La production d'edelzwicker est assez importante, avec 23 080 hectolitres produits en 2009, soit un cinquième de la production de l'appellation alsace.

### Vinification et élevage
Le jour de la vendange, à l'arrivée au chai, le raisin est foulé et pressé pour séparer le moût du marc de raisin. Pour ce travail, les pressoirs pneumatiques remplacent progressivement les pressoirs horizontaux à plateau. Puis le moût est mis en cuve pour le débourbage, qui est le soutirage du jus sans les bourbes, soit par filtrage, soit par décantation en attendant qu'elles se déposent au fond de la cuve.
La fermentation alcoolique débute sous l'action de levures indigènes ou de levures sélectionnées introduites lors du levurage : cette opération transforme le sucre du raisin en alcool. La maîtrise de la température de fermentation par un système de réfrigération permet d'exprimer le potentiel aromatique du produit.
La fermentation achevée au bout d'un mois, le vin est soutiré afin d'éliminer les lies. La fermentation malolactique n'est généralement pas réalisée, bloquée par un sulfitage pour conserver son acidité au vin. Ce dernier peut être stocké en cuve pour le préparer à l'embouteillage ou élevé en barrique ou foudres de bois de chêne.
Le vin est soutiré, puis généralement de nouveau filtré avant l'assemblage et le conditionnement en bouteilles, dès février ou mars.

### Gastronomie

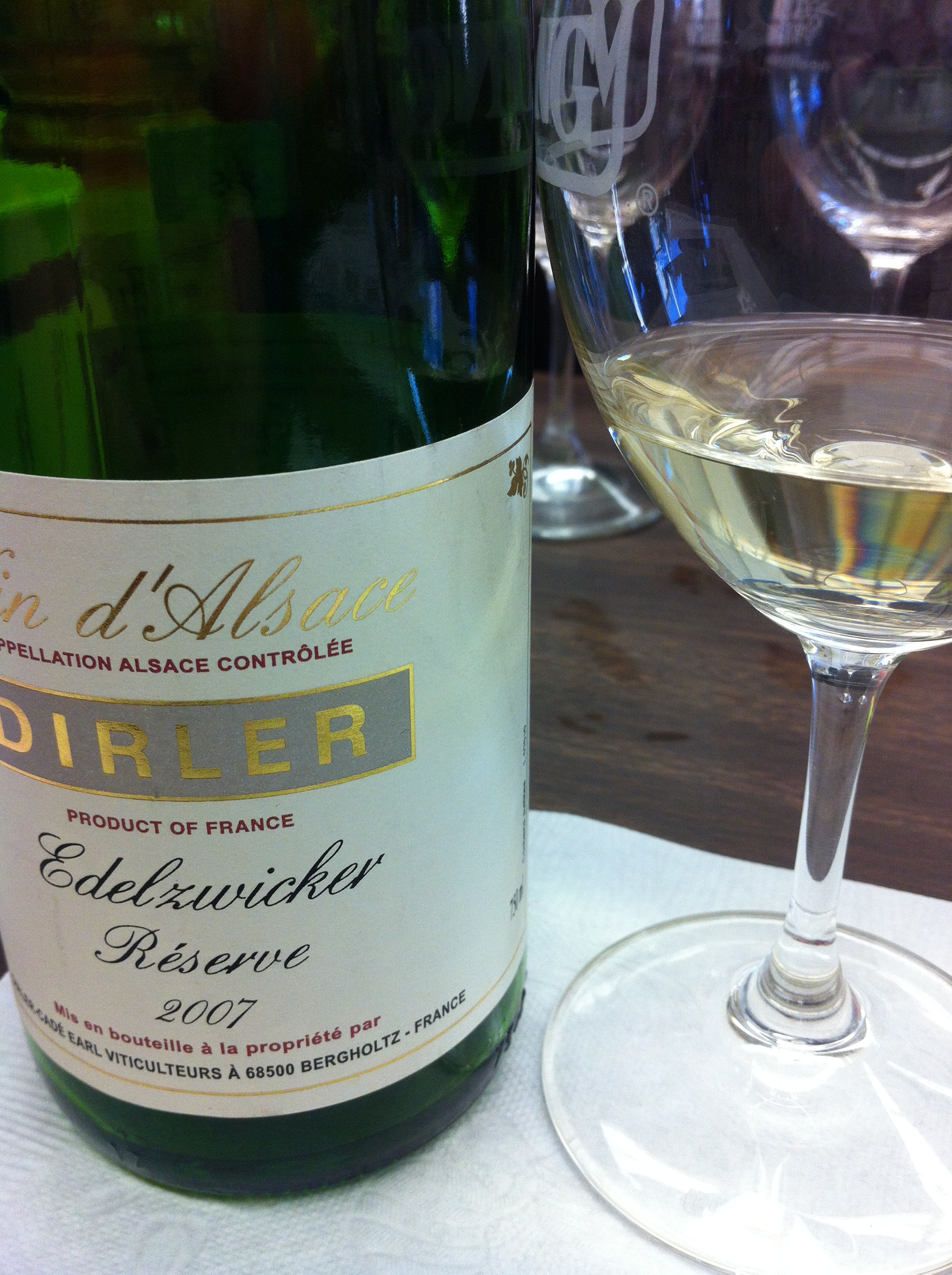
Edelzwicker, millésime 2007.

L'edelzwicker est plutôt destiné à la cuisine mais, vu son prix peu élevé, il est aussi consommé comme boisson : on le trouve encore au pichet dans quelques Winstub (bistrots alsaciens), ou en bas de rayon des supermarchés partout en France et il est utilisé entre autres pour le blanc-cassis.
Considéré comme inférieur aux « vins nobles » que sont le riesling, le pinot gris et le gewurztraminer, l'edelzwicker peut être de qualité quand il est produit avec des rendements mesurés et des cépages nobles, ce qui est le cas chez quelques rares producteurs. Dans des cas très exceptionnels, l'assemblage compte des vins issus des grands crus, des vendanges tardives ou d'une sélection de grains nobles.
L'edelzwicker peut s'accorder avec la cuisine alsacienne, son acidité accompagnant les plats un peu gras (par exemple une choucroute garnie ou une flammekueche) ; son caractère sec et léger (en alcool comme en parfum) en fait aussi un compagnon des fruits de mer.

### Type de bouteilles
Les vins d'Alsace doivent être mis en bouteille uniquement dans des flûtes, bouteilles du type « vin du Rhin » de 75 centilitres ou de 100 centilitres (ce dernier volume est plutôt rare en Alsace, sauf dans le cas de l'edelzwicker), règlementées par des décrets.